# フェルギノール
フェルギノール （Ferruginol）は、アビエタン型のジテルペンでアメリカスギであるセコイア(Sequoia sempervirens)の葉から分離された。
2005年に発表された研究でセコイアからのこの物質と他の種類の化合物は抗癌特性を有していて、試験管内で人間の結腸、胸、肺腫瘍の縮小、そして発癌遺伝子の縮小、その上癌細胞を変形させた。
具体的な効果は(増殖阻止：増殖阻害濃度) は2～5μg/mLである。
フェルギノールは抗菌活性を有していることも見つかっている。
フェルギノールの胃保護効果も顕著であった。

## 参照
1. ↑  Son, Kh; Oh, Hm; Choi, Sk; Han, Dc; Kwon, Bm (Apr 2005). “Anti-tumor abietane diterpenes from the cones of Sequoia sempervirens”. Bioorganic & Medicinal Chemistry Letters 15 (8):  2019–21. doi:10.1016/j.bmcl.2005.02.057. PMID 15808460.